# Furgghorn
Das Furgghorn (ital.: Cima del Breuil; frz.: Tête du Breuil) ist ein schneebedeckter 3451 m hoher Berg im Matterhorngebiet (Walliser Alpen) im Süden des Schweizer Kantons Wallis auf der Grenze zu Italien.

## Lage
Benachbarter Gipfel im Südosten ist das durch den Furggsattel getrennte Theodulhorn (3468 m). Im Nordwesten schließt sich über den Furgggrat das Matterhorn (ital.: Monte Cervino, frz. Mont Cervin, 4478 m) an. Die Gipfel liegen genau auf der Staatsgrenze zwischen der Schweiz und Italien, Region Aostatal. Das Furgghorn befindet sich inmitten zweier (Sommer)-Skigebiete, im Nordosten auf dem Theodulgletscher, und südlich des Matterhorns, die von Zermatt und Breuil-Cervinia aus mit zahlreichen Seilbahnen und Skiliften erschlossen sind. 

## Stützpunkte für die leichteste Besteigung
- Von der CAI-Hütte Rifugio del Teodulo (ital.) oder Refuge du Théodule (frz.) auf 3317 m in einer halben Stunde, laut Literatur leichte Gletschertour nach der SAC-Berg- und Hochtourenskala.
- Von der Zwischenstation Trockener Steg der Seilbahn Zermatt-Klein Matterhorn in 2½ Stunden in ebenfalls leichter Gletschertour zum Furgghorn.
- Bergstation Stazione del Furggen (ital.) oder Station du Furggen (frz.) (3491 m) der stillgelegten Seilbahn Cresta di Furggen (ital.) oder Crête du Furggen (frz.) von Breuil-Cervinia. Von hier südöstlich auf dem Furggengrat leicht in einer Dreiviertelstunde zum Gipfel.